# Francisco Díaz Santos Bullón
Francisco Díaz Santos Bullón (Guardo, 4 de diciembre de 1687 - Burgos, 17 de febrero de 1764) fue un eclesiástico y hombre de estado español, obispo de Barcelona, vicario general castrense, obispo de Sigüenza, arzobispo de Burgos y gobernador del Consejo de Castilla.

## Biografía
Pertenecía a la ilustre familia de los Santos de Risoba. 
Estudió en la Universidad de Salamanca, de la cual fue sucesivamente catedrático de cursatorias (1736-1737), de sexto y clementinas (1737-1739), de vísperas (1739-1743), de decreto (1743-1746) y de cánones (1746-1749).
Accedió al cargo de obispo de Barcelona en 1748, y al año siguiente a la presidencia del consejo de Castilla. 
En 1750 es promovido al obispado de Sigüenza. 
En 1760 accede al arzobispado de Burgos, cargo en el que permaneció hasta su muerte en 1764.